# موتور حسین‌آباد
موتور حسین‌آباد یک منطقهٔ مسکونی در ایران است که در دهستان خبر (بافت) واقع شده‌است.